# Herb Kołaczyc

Herb gminy Kołaczyce do 2025 roku

Herb Kołaczyc – jeden z symboli miasta Kołaczyce i gminy Kołaczyce w postaci herbu.

## Wygląd i symbolika
Herb przedstawia w polu błękitnym miecz srebrny ostrzem w dół  w skos lewy położony na kluczu złotym w skos uchem w dół.

## Historia
Herb z kluczem i mieczem obecny był na historycznych pieczęciach Kołaczyc począwszy od XVI wieku. Jest to umniejszony herb klasztoru benedyktynów w Tyńcu. Miasto należało do klasztoru od nadania praw miejskich do pierwszego rozbioru Polski. Aktualną wersję herbu, przyjętą 26 lutego 2025, opracowali Kamil Wójcikowski i Robert Fidura.